# Misturera
En Perú, La misturera era una mujer que en las procesiones marchaba por delante de las andas llevando en la cabeza una gran bandeja o azafate colmada de mistura y frutas que en ocasiones se incrustaban con clavo de olor y se adornaba con flores.
Este tipo recuerda a las Coéforas o portadora de ofrendas de la civilización griega.